# كارل فان دورين
كارل فـان دورين (بالإنجليزية: Carl Clinton Van Doren)‏ هو ناقد أدبي وكاتب وصحفي أمريكي، ولد في 10 سبتمبر 1885، وتوفي في 18 يوليو 1950 في تورينغتون في الولايات المتحدة.

## وصلات خارجية
- كارل فـان دورين على موقع الموسوعة البريطانية (الإنجليزية)
- كارل فـان دورين على موقع إن إن دي بي (الإنجليزية)